# Xanadu (Titã)

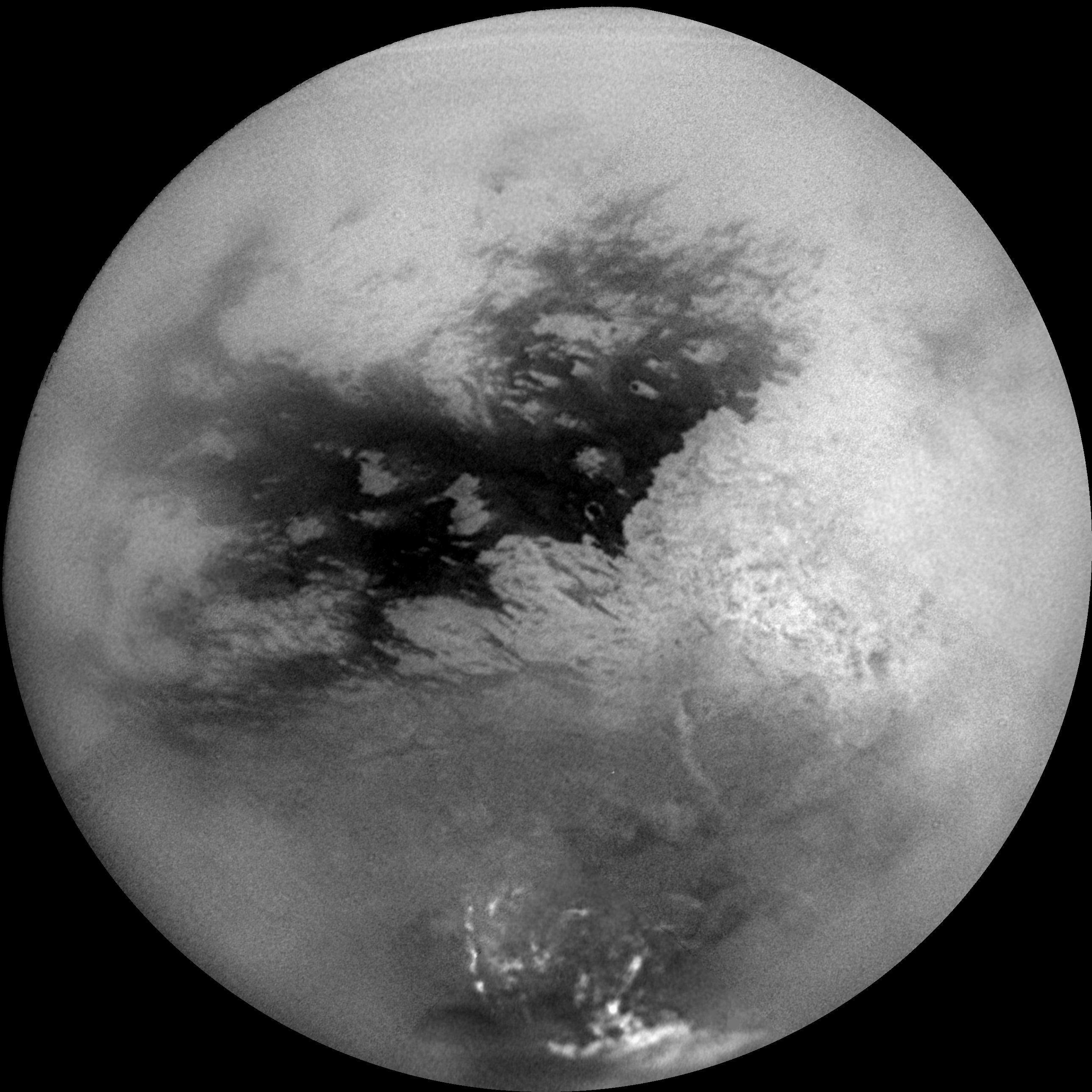
Xanadu é a área mais brilhante no centro direito inferior de Titã.

Xanadu (também chamada de Xanadu Regio apesar de não ser seu nome oficial) é uma grande área intensamente brilhante no hemisfério central de Titã, o maior satélite do planeta Saturno. Seu nome vem de uma transcrição alternativa de Shangdu, a capital de verão da Dinastia Yuan, fundada por Kublai Khan (Imperador Shizu) e tornado famoso no ocidente pelo escritor Samuel Taylor Coleridge.
A área foi primeiramente identificada em 1994 por astrônomos usando o Telescópio Espacial Hubble em comprimentos de onda de infravermelho e recentemente fotografada em maiores detalhes pela sonda Cassini-Huygens. Xanadu tem aproximadamente a área da Austrália. Observações preliminares indicam que seja uma região em forma de platô com líquido congelado altamente refletor, constrastando fortemente com as regiões inferiores mais escuras. Estas, por sua vez, contrastam fortemente com o maria muito escuro, que antes acreditava-se ser mares de hidrocarboneto líquido mas atualmente acredita-se serem planícies.
Imagens recentes da Cassini obtidas durante sobrevoos em outubro e dezembro de 2004 revelaram uma complexa formação de albedo na parte ocidental de Xanadu. Enquanto os cientistas ainda debatem a significância e a causa destas formações, um provável causador disto é a tectônica. Uma evidência disto existe no padrão de linhas escuras cruzando o lado ocidental de Xanadu. Os cientistas também investigam a fronteira entre Xanadu e Shangri-La, uma região escura ao oeste. A forma do contorno sugere que o material escuro rodeia o material brilhante.
Imagens da Cassini também revelam dunas de material escuro, colinas, uma rede de rios que fluem para áreas escuras que parecem ser lagos, e vales presentes em Xanadu, que possui características geológicas semelhantes à Terra.As linhas parecem ser cavadas no solo por metano e etano líquidos e uma cratera formada por impacto de asteróide ou vulcanismo líquido também é visível. O líquido congelado se comporta similarmente às rochas, na alta pressão e temperatura congelante presentes em Titã. Montanhas do tamanho dos Montes Apalaches também cruzam a região. Os cientistas também acreditam que a região sofra constantes chuvas de metano líquido.